# James Batcheller Sumner
James Batcheller Sumner (Canton, 19 novembre 1887 – Buffalo, 12 agosto 1955) è stato un chimico statunitense.

## Biografia
All'età di 17 anni Sumner subì la semiamputazione del braccio sinistro in seguito a un incidente avvenuto durante una battuta di caccia. Ottenne il bachelor all'Università di Harvard nel 1910 e nel 1912 cominciò a studiare biochimica presso la Harvard Medical School conseguendo il PhD nel 1914. Fu dapprima professore assistente di biochimica al Weill Medical College della Università Cornell negli anni 1914-1929, divenendo successivamente titolare di cattedra nella stessa università dal 1929 fino al 1955, anno della sua morte a seguito di un cancro.

## Attività scientifica
Fu alla Cornell che Sumner iniziò la sua pionieristica attività di ricerca nell'ambito dell'isolamento degli enzimi in forma pura. L'enzima su cui lavorò era l'ureasi. Le indagini di Sumner furono per molti anni infruttuose e molti suoi colleghi furono scettici; fu nel 1926 che scoprì che persino gli enzimi dal basso peso molecolare erano isolabili e cristallizzabili.
Nel 1937 ottenne una Guggenheim Fellowship,  lavorando per cinque mesi a Uppsala con Theodor Svedberg. Nello stesso anno John Howard Northrop, dell'Istituto Rockefeller, ottenne la pepsina cristallina dimostrando inequivocabilmente che l'applicabilità della metodica di cristallizzazione degli enzimi fosse generalizzabile.
Sia Sumner che Northrop condivisero nel 1946 il premio Nobel per la chimica grazie al loro lavoro riguardante la cristallizzazione degli enzimi. Nel 1948 Sumner entrò a far parte della National Academy of Science statunitense.